# Delerium

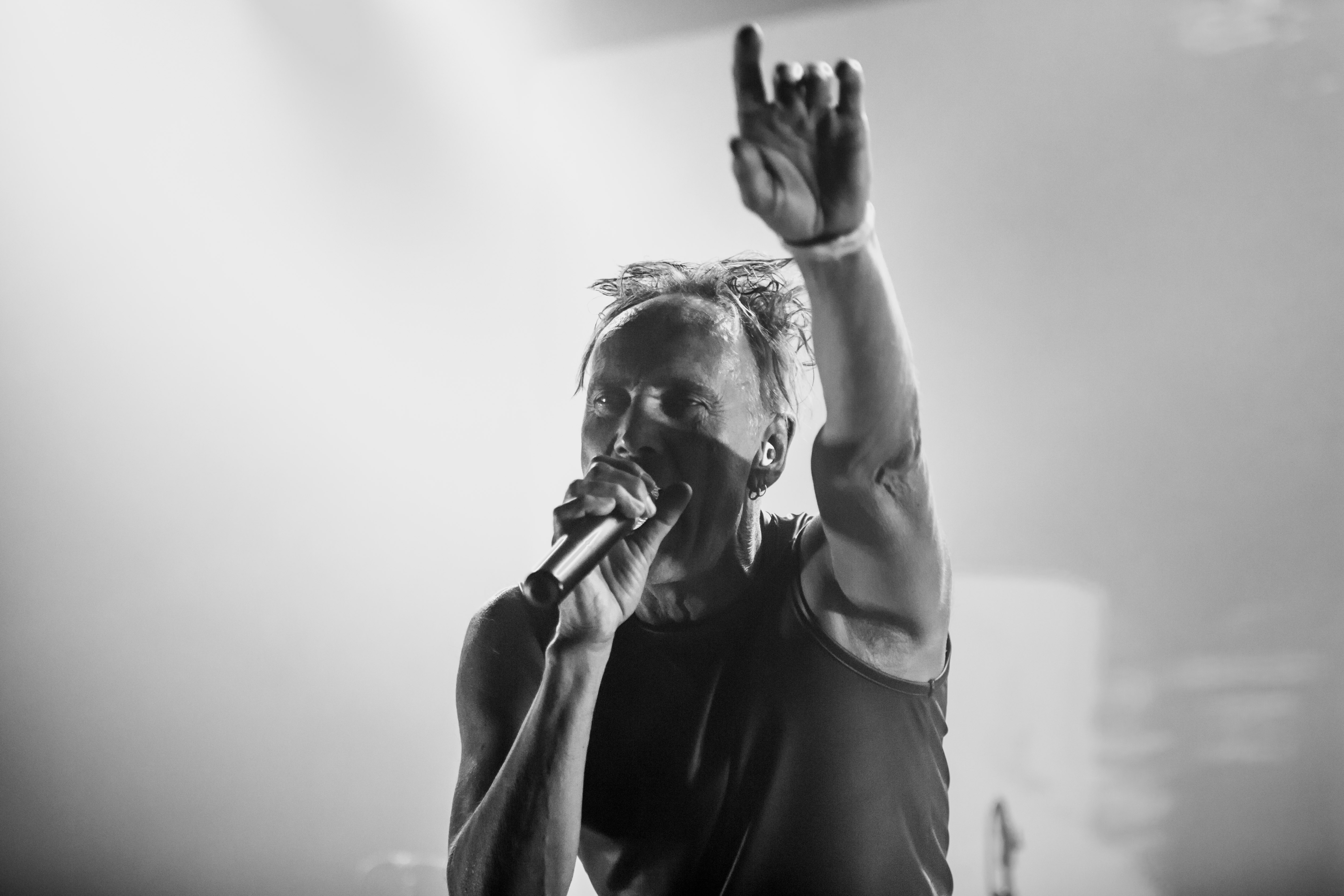
Delerium-Gründer Bill Leeb, 2016

Delerium ist eine Band aus Vancouver, Kanada, die 1987 als Nebenprojekt der Elektronik-Band Front Line Assembly gegründet wurde. Die Gruppe experimentiert mit einer großen Bandbreite von Musikstilen: vom düsteren, sphärischen Ambient-Sound der Frühphase über instrumentale, an Kraftwerk angelehnte Klangcollagen bis hin zu Enigma-esquem Ethno-Pop.

## Mitglieder/Geschichte
Delerium war immer ein Duo, aber Bill Leeb ist das einzig konstante Mitglied der Band. Leeb war Gastmusiker und einer der frühen Unterstützer der Industrial-Pioniere Skinny Puppy, die er 1984 verließ, um mit Michael Balch Front Line Assembly zu gründen. Delerium folgte später als Nebenprojekt mit dem ersten Album Faces, Forms & Illusions. Nachdem Balch bei Front Line Assembly und Delerium ausstieg, arbeitete Leeb fortan mit Rhys Fulber zusammen; aus der Kollaboration gingen eine Reihe von Alben sowohl als Front Line Assembly wie Delerium hervor. In dieser Zeit fand ein allmählicher Stilwechsel vom düsteren Ambient zu tanzbarerem Ambient-Pop statt. Fulber stieg kurzzeitig aus, um seine eigenen Projekte zu verfolgen, und für das Album Poem aus dem Jahr 2000 tat sich Bill Leeb mit Chris Peterson zusammen. Seit Chimera aus dem Jahr 2003 besteht Delerium aber wieder hauptsächlich aus Leeb und Fulber.
Im Unterschied zu den anderen Projekten Leebs und seiner Mitstreiter waren bei Delerium seit der Veröffentlichung von Semantic Spaces einige Gastmusiker als Sänger beteiligt. Zumeist waren diese weiblich, wie Kristy Thirsk, Sarah McLachlan, Leigh Nash (von Sixpence None the Richer), Lisa Gerrard von Dead Can Dance (nur als Sample), Jaël (von der Schweizer Band Lunik), Nerina Pallot, und Jacqui Hunt (von Single Gun Theory). Der einzige männliche Sänger auf einem Delerium-Album, außer Bill Leeb selbst, war der Popsänger Matthew Sweet.
Obwohl Front Line Assembly den höchsten Kultstatus unter den Projekten von Leeb & Co. genießt, war Delerium das kommerziell erfolgreichste. Weitere Projekte der Gruppe Leeb, Fulber, Peterson und Balch sind Conjure One, Equinox, Intermix, Noise Unit, Pro-Tech, Synæsthesia, Will und einige andere.

## Veröffentlichungen
Bis zur Veröffentlichung von Semantic Spaces waren sie in der Pop-Szene relativ unbekannt. Allerdings war mit dem Wechsel zu Nettwerk ein deutlicher Stilwechsel hin zu einem glatteren, an den Mainstream angelehnten Ethnosound verbunden. Seit dieser Zeit verwenden Delerium auch zunehmend Gesang unter Beteiligung verschiedener weiblicher Sängerinnen sowie Chorstimmen. 
Den kommerziellen Erfolg verdankt Delerium zu einem nicht geringen Teil dem Ethno-Pop-Song Silence mit der Stimme von Sarah McLachlan, mit dem sie die Spitze der UK-Charts für elektronische Musik erreichten. Das Stück wurde bei den Millenniums-Feierlichkeiten und anderen offiziellen Anlässen gespielt und machte den Sound von Delerium populär.

## Diskografie

### Alben
- 1988: Faces, Forms and Illusions
- 1989: Morpheus
- 1990: Syrophenikan
- 1991: Stone Tower
- 1991: Spiritual Archives
- 1994: Spheres
- 1994: Spheres II
- 1994: Semantic Spaces
- 1997: Karma (CA: Gold)
- 2000: Poem (CA: Gold)
- 2003: Chimera
- 2006: Nuages du monde
- 2010: Voice: An Acoustic Collection
- 2012: Music Box Opera
- 2016: Mythologie
- 2023: Signs

### Kompilationen
- 1995: Reflections I
- 1995: Reflections II
- 2001: Odyssey – The Remix Collection
- 2001: Archives Vol. 1
- 2001: Archives Vol. 2
- 2003: 2 Originals of Delerium: Semantic Spaces + Karma
- 2003: Reflections
- 2004: The Best Of
- 2005: Silence – The Masterpieces
- 2008: Chillout Friends (mp3-Album)
- 2010: Remixed: The Definitive Collection

### EPs
- 1991: Euphoric
- 2010: Voice EP

### Singles
| Jahr | Titel Album                       | Höchstplatzierung, Gesamtwochen, AuszeichnungChartplatzierungen (Jahr, Titel, Album, Platzierungen, Wochen, Auszeichnungen, Anmerkungen) | Höchstplatzierung, Gesamtwochen, AuszeichnungChartplatzierungen (Jahr, Titel, Album, Platzierungen, Wochen, Auszeichnungen, Anmerkungen) | Höchstplatzierung, Gesamtwochen, AuszeichnungChartplatzierungen (Jahr, Titel, Album, Platzierungen, Wochen, Auszeichnungen, Anmerkungen) | Höchstplatzierung, Gesamtwochen, AuszeichnungChartplatzierungen (Jahr, Titel, Album, Platzierungen, Wochen, Auszeichnungen, Anmerkungen) | Höchstplatzierung, Gesamtwochen, AuszeichnungChartplatzierungen (Jahr, Titel, Album, Platzierungen, Wochen, Auszeichnungen, Anmerkungen) | Anmerkungen                                                  |
| Jahr | Titel Album                       | DE | AT | CH | UK | CA | Anmerkungen                                                  |
| ---- | --------------------------------- | --- | --- | --- | --- | --- | ------------------------------------------------------------ |
| 1999 | Silence Karma                     | — | — | — | UK73 (1 Wo.)UK | — | Erstveröffentlichung: 3. Mai 1999 feat. Sarah McLachlan      |
| 1999 | Heaven’s Earth Karma              | — | — | — | UK44 (2 Wo.)UK | — | Erstveröffentlichung: 10. Dezember 1999                      |
| 2000 | Silence (Remixes) –               | DE16 (14 Wo.)DE | AT56 (4 Wo.)AT | CH100 (1 Wo.)CH | UK3 Platin · (16 Wo.)UK | CA5 (… Wo.)CA | Erstveröffentlichung: 30. Oktober 2000 feat. Sarah McLachlan |
| 2001 | Innocente (Falling in Love) Poem  | DE94 (1 Wo.)DE | — | — | UK32 (3 Wo.)UK | — | Erstveröffentlichung: 19. Juni 2001 feat. Leigh Nash         |
| 2001 | Underwater Poem                   | — | — | — | UK33 (2 Wo.)UK | — | Erstveröffentlichung: 12. November 2001 feat. Rani           |
| 2003 | After All Chimera                 | — | — | — | UK46 (2 Wo.)UK | — | Erstveröffentlichung: 30. Juni 2003 feat. Jaël               |
| 2004 | Truly Chimera                     | — | — | — | UK54 (2 Wo.)UK | — | Erstveröffentlichung: 10. Februar 2004 feat. Nerina Pallot   |
| 2004 | Silence 2004 The Best Of Delerium | — | — | — | UK38 (8 Wo.)UK | — | Erstveröffentlichung: 2004 feat. Sarah McLachlan             |

Weitere Singles
- 1994: Flowers Become Screens
- 1994: Incantation
- 1997: Duende
- 1997: Euphoria (Firefly) Rabbit in the Moon Mixes
- 2003: Run for It
- 2003: Above the Clouds (mit Shelley Harland)
- 2006: Angelicus
- 2007: Lost and Found
- 2008: Silence 2008 (feat. Sarah McLachlan)
- 2009: Dust in Gravity (feat. Kreesha Turner)
- 2010: Silence 2010 (feat. Sarah McLachlan)
- 2012: Monarch (feat. Nadine Zarifeh)
- 2012: Days Turn into Nights
- 2016: Ritual (feat. Phildel)

### Videoalben
- 2010: Epiphany

## Auszeichnungen für Musikverkäufe
| Platin-Schallplatte - Australien - 1999: für die Single Silence - Belgien - 2000: für die Single Silence |

Anmerkung: Auszeichnungen in Ländern aus den Charttabellen bzw. Chartboxen sind in ebendiesen zu finden.
| Land/RegionAuszeichnungen für Musikverkäufe (Land/Region, Auszeichnungen, Verkäufe, Quellen) | Gold     | Platin     | Verkäufe | Quellen         |
| -------------------------------------------------------------------------------------------- | -------- | ---------- | -------- | --------------- |
| Australien (ARIA)                                                                            | —        | Platin1    | 70.000   | aria.com.au     |
| Belgien (BRMA)                                                                               | —        | Platin1    | 50.000   | ultratop.be     |
| Kanada (MC)                                                                                  | 2× Gold2 | —          | 100.000  | musiccanada.com |
| Vereinigtes Königreich (BPI)                                                                 | —        | Platin1    | 600.000  | bpi.co.uk       |
| Insgesamt                                                                                    | 2× Gold2 | 3× Platin3 |          |                 |

## Auszeichnungen
- Dance Music Award
  - 2000: in der Kategorie „Critics Choice Track“ (Silence)